# Baons-le-Comte
Baons-le-Comte is een gemeente in het Franse departement Seine-Maritime (regio Normandië) en telt 359 inwoners (1999). De plaats maakt deel uit van het arrondissement Rouen.

## Geografie
De oppervlakte van Baons-le-Comte bedraagt 5,4 km², de bevolkingsdichtheid is 66,5 inwoners per km².
De onderstaande kaart toont de ligging van Baons-le-Comte met de belangrijkste infrastructuur en aangrenzende gemeenten.

## Demografie
Onderstaande figuur toont het verloop van het inwonertal (bron: INSEE-tellingen).